# Aracaju
Aracaju é um município brasileiro, capital do estado de Sergipe. Localiza-se no leste do estado, sendo cortada por rios como o Sergipe e o Poxim. De acordo com o último censo de 2022, sua população é de 602 757 habitantes, a menos populosa das capitais nordestinas. Somando-se as populações dos municípios que formam a Grande Aracaju, Barra dos Coqueiros, Nossa Senhora do Socorro e São Cristóvão, o número passa para 932 210 habitantes.
É apontada como 3.º capital com menor desigualdade do Nordeste Brasileiro e é considerada a segunda capital do país com menor índice de fumantes. Está entre as capitais com os custos de vida mais reduzidos do país, tendo focado mais recentemente suas ações turísticas na criação de alojamentos coletivos, tais como os albergues. Com um produto interno bruto (PIB) de 18 bilhões de reais, possui o quinto menor PIB dentre as capitais brasileiras.
As terras onde hoje se encontra Aracaju originaram-se de sesmarias doadas a Pero Gonçalves por volta do ano de 1602. No ano de 1699, tem-se notícia de um povoado surgido às margens do Rio Sergipe, próximo à região onde este deságua no mar, com o nome de Santo Antônio de Aracaju. Em 1757, Santo Antônio de Aracaju vivia sem maiores crescimentos e já era incluída como sítio da freguesia de Nossa Senhora do Perpétuo Socorro do Tomar do Cotinguiba. No dia 2 de março de 1855, a Assembleia Legislativa da Província abriu sessão em uma das poucas casas existentes na Praia de Atalaia. Nesta sessão, tendo previamente analisado a situação em que se encontrava a província, Inácio Joaquim Barbosa, presidente da Província de Sergipe Del Rey, decidiu transferir a capital de Sergipe, que era São Cristóvão, para a cidade portuária que seria erguida ali. A decisão foi recebida com grande surpresa pelos presentes.

## Topônimo

Possível origem no tupi ará, gênero de aves, e akaîu, cajueiro. Ambos os termos estão em relação genitiva, o que dá a ideia de origem, pertencimento, e enseja a inversão dos termos (conforme indicam as setas).

Segundo Eduardo Navarro, em seu Dicionário de Tupi Antigo (2013), o topônimo "Aracaju" pode ter origem no termo tupi arákaîu, que significa "cajueiro dos arás" (ará, gênero de aves + akaîu, cajueiro, formando uma relação genitiva) traduzido diretamente do tupi é cajueiro (ou cajueiros, no plural) dos arás. Theodoro Sampaio, em seu Tupi na Geografia Nacional, dá uma etimologia semelhante: cajueiro dos papagaios.
Conta-se que antigamente, onde hoje chamamos de Avenida Ivo do Prado, era a Rua da Aurora, rua que serviu de base para que se projetassem todas as outras do centro da cidade, formando um tabuleiro de xadrez, tendo como centro a região onde hoje é a praça Olímpio Campos, ou praça da Catedral. Nessa rua, havia vários cajueiros em toda a sua extensão e alguns papagaios e araras pousavam nos galhos para comer e descansar. Desse fato, temos a visão de onde surgiu o nome Aracaju (ara= arara ; caju= cajueiro).

## História
A história da cidade de Aracaju está relacionada à da cidade de São Cristóvão, a antiga capital da Capitania de Sergipe (atual estado de Sergipe). Foi a partir da decisão de mudança da cidade que abrigaria a capital provincial que Aracaju nasceu. Fundada em 1855, foi a segunda capital planejada de um estado brasileiro (a primeira foi Teresina, em 1852). Todas as suas ruas foram projetadas geometricamente, como um tabuleiro de xadrez, para desembocarem no rio Sergipe. Até então, as cidades adaptavam-se às respectivas condições topográficas naturais, estabelecendo uma irregularidade no panorama urbano, exceto as cidades reais fundadas no século XVI por exemplo (geralmente vilas sedes de protetorados privados a exemplo de Olinda), que eram planejadas de modo linear tendo como base uma cruz de acordo com mapas da época. O engenheiro Sebastião José Basílio Pirro contrapôs essa irregularidade e Aracaju foi, no Brasil, um dos primeiros exemplos de tal tendência geométrica.

### Período pré-cabralino
Por volta do ano 1000, os índios tapuias que habitavam a região da atual cidade de Aracaju foram expulsos para o interior do continente por povos tupis procedentes da Amazônia. No século XVI, quando chegaram os primeiros europeus à região, a mesma era ocupada por um desses povos tupis: o dos tupinambás.

### São Cristóvão
No início da colonização portuguesa da região onde hoje se encontram Aracaju e cidades vizinhas, ela estava sob a jurisdição da Capitania da Baía de Todos os Santos, que hoje é o estado da Bahia. A princípio, essa região era território do líder indígena Serigi, que dominava desde as margens do Rio Sergipe até a do Rio Vaza-Barris.
Em 1590, o militar português Cristóvão de Barros atacou as tribos do cacique Serigy e de seu irmão Siriri, derrotando-os. Assim, no dia 1 de janeiro de 1590, Cristóvão de Barros fundou a cidade de São Cristóvão junto à foz do Rio Sergipe e definiu a Capitania de Sergipe, ainda subordinada à Capitania da Baía de Todos os Santos. Mais tarde, a cidade foi transferida para as margens do Rio Poxim e, enfim, para o Rio Paramopama, afluente do Vaza-Barris.
Assim, São Cristóvão tornou-se a capital da província. Diferente do que aconteceu nos outros estados da Região Nordeste, a capital de Sergipe ficava a mais de vinte quilômetros de distância do mar (caso similar ao de João Pessoa, mas esta não perdeu o status de sede com o pretexto da transferência do porto para um município vizinho, apenas houve um decaimento no bairro do porto fluvial; vale lembrar que tanto Filipeia quanto São Cristóvão eram as duas maiores e mais antigas cidades reais de uma vasta área costeira a norte da então capital Salvador). Desta forma, seus portos, por onde passavam navios, ficavam nos rios.

### De povoado a capital

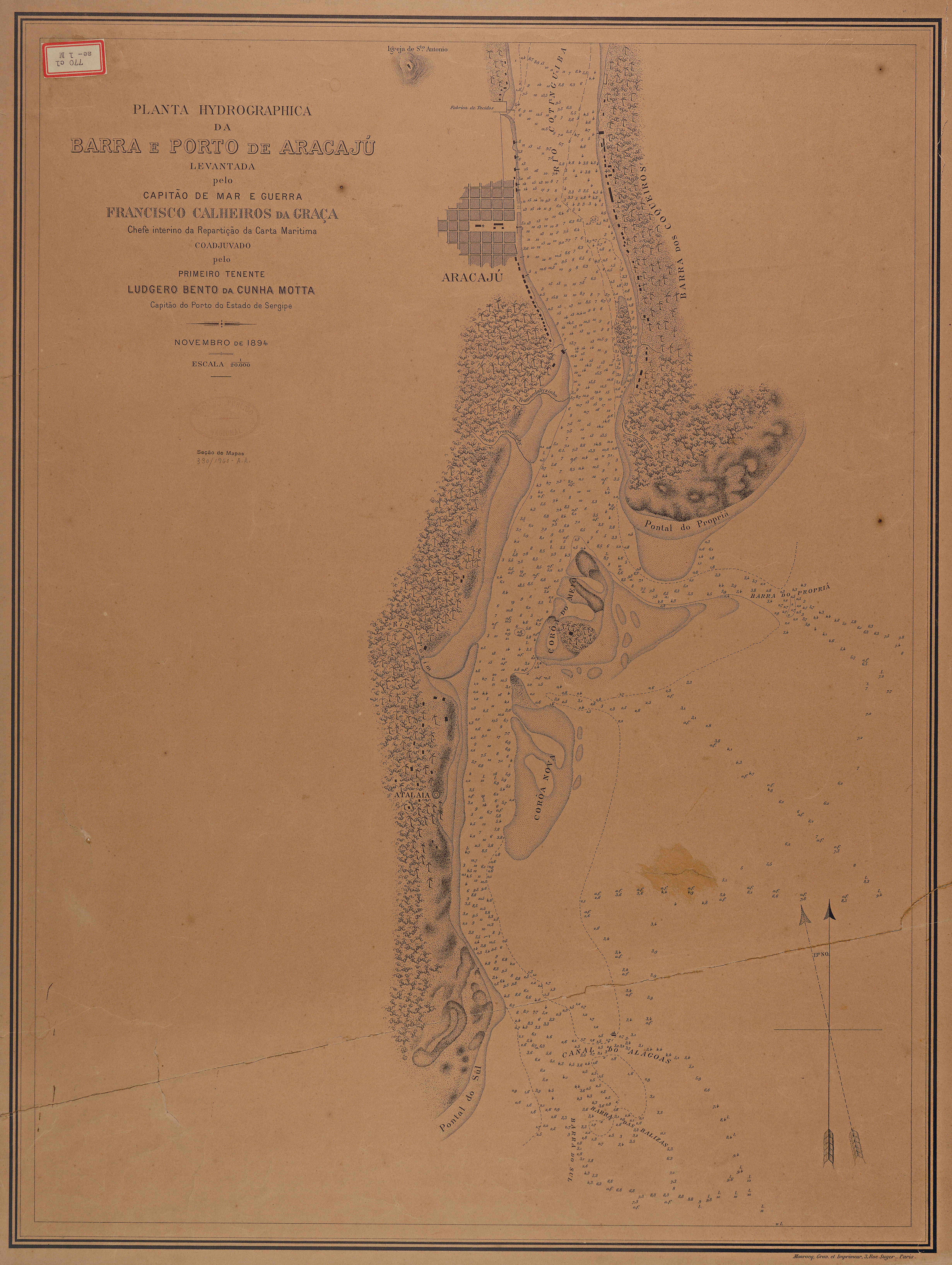
Mapa da Barra e do Porto de Aracaju (c. 1894)

As terras onde hoje se encontra Aracaju originaram-se de sesmarias doadas a Pero Gonçalves por volta do ano de 1602. Eram compostas de 160 km de costa, mas, em todas as margens, não existia nenhuma vila, apenas povoados de pescadores.
No ano de 1699, tem-se notícia de um povoado surgido às margens do Rio Sergipe, próximo à região onde este deságua no mar, com o nome de Santo Antônio de Aracaju. Seu capitão era o indígena João Mulato. Em meados do século seguinte, em 1757, Santo Antônio de Aracaju vivia sem maiores crescimentos e já era incluída como sítio da freguesia de Nossa Senhora do Perpétuo Socorro do Tomar do Cotinguiba.
Na então capital de Sergipe, São Cristóvão, haviam dificuldades com relação aos portos. Como a capital ficava no interior do estado, a navegação até os portos era somente fluvial, o que era um inconveniente, uma vez que os maiores navios não tinham passagem por conta da tonelagem, fazendo os portos sergipanos servirem apenas para pequenas embarcações.
A partir de 1854, a praia que hoje se situa no território de Aracaju, perto da foz do Rio Sergipe, despertou grande interesse do governo da província de Sergipe, que transferiu a alfândega e a Mesa de Rendas Provinciais para aquele local e construiu uma Agência do Correio e uma Sub-Delegacia Policial. Além disso, um porto foi construído na praia, denominada "Atalaia".
A província necessitava de um porto de porte maior para seu progresso. No dia 2 de março de 1855, a Assembleia Legislativa da Província abriu sessão em uma das poucas casas existentes na Praia de Atalaia. Nesta sessão, tendo previamente analisado a situação em que se encontrava a província, Inácio Joaquim Barbosa, presidente da Província de Sergipe Del Rey, decidiu transferir a capital de Sergipe, que era São Cristóvão, para a cidade portuária que seria erguida ali. A decisão foi recebida com grande surpresa pelos presentes.
Assim, no dia 17 de março de 1855, Inácio Joaquim Barbosa apresentou o projeto de elevação do povoado de Santo Antônio de Aracaju à categoria de cidade e a transferência da capital da província para esta nova cidade, que foi chamada simplesmente de Aracaju. Foi um dos momentos mais importantes e de maior repercussão da história de Sergipe. A nova localização da capital iria beneficiar o escoamento da produção principalmente açucareira da época, além de representar um local mais adequado para a sede do governo para o desenvolvimento futuro. A cidade de São Cristóvão não se revoltou de forma violenta contra a decisão, tendo apenas feito manifestações de protesto. Dessa forma, Aracaju passou à frente de várias cidades já estruturadas, com melhores condições enquanto desenvolvimento urbano. Cidades como Laranjeiras, Maruim e Itaporanga se apresentavam em condição superior à de Aracaju. Desde então, Inácio Joaquim Barbosa vem sendo considerado o "fundador de Aracaju", tendo atualmente um monumento em sua homenagem na Orla de Atalaia. Por não se ter tido êxito em encontrar nenhum retrato do presidente de Sergipe, o monumento não é uma estátua, mas uma estrutura de aço de 5,5 metros de altura e 2 200 quilogramas.

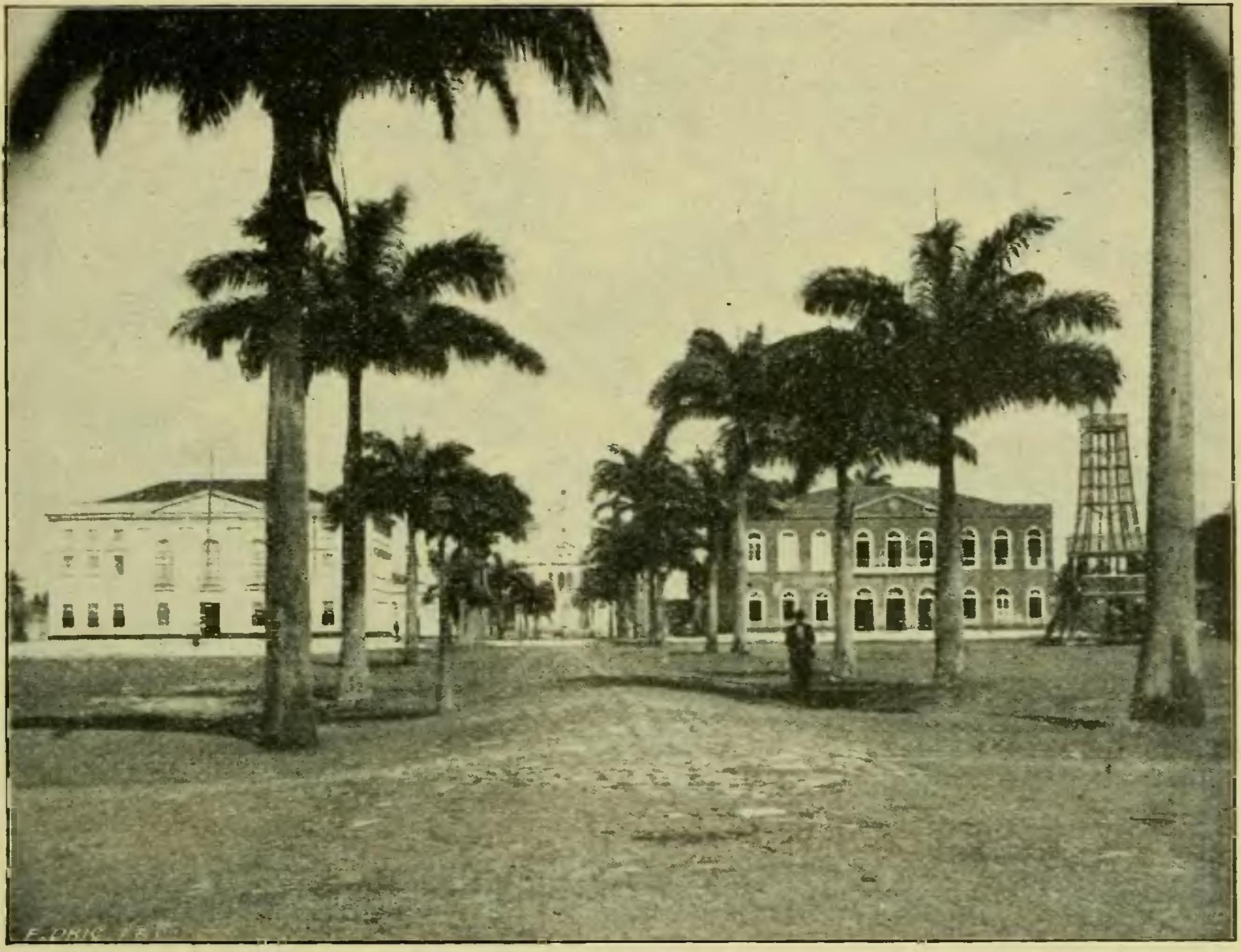
Vista da cidade de Aracaju (c. 1903)

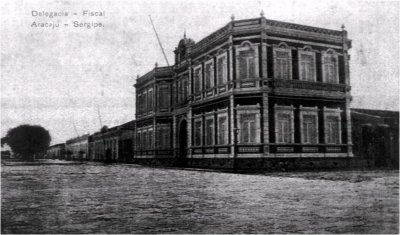
Delegacia da Receita Federal em Aracaju (c. 1920)

Somente em 1865 a capital se firmou. A partir dessa data ocorre um novo ciclo de desenvolvimento, que dura até os primeiros e agitados anos da proclamação da República. Em 1884, surge a primeira fabrica de tecidos, marcando o início do desenvolvimento industrial. Em junho de 1886, Aracaju tinha 1 484 habitantes e já havia a imprensa oficial e algumas linhas de barco para o interior. Em 1900, inicia-se a pavimentação com pedras regulares e são executadas obras de embelezamento e saneamento. Centro do poder político-administrativo, a Praça do Palácio (atual Praça Fausto Cardoso) foi o ponto de partida para o crescimento da cidade, pois todas as ruas foram ordenadas geometricamente para terminar no Rio Sergipe.

### Segunda Guerra Mundial
Em 15 de agosto de 1942, o submarino nazista U-507, liderado pela Kriegsmarine, afundou três navios brasileiros, Baependy, Araraquara e Aníbal Benévolo, a menos de 10 km da costa de Aracaju, deixando cerca de 600 mortos. A ação militar foi repudiada por diversos países do continente e serviu de estopim para que o presidente Getúlio Vargas declarasse guerra contra o Eixo. Vários corpos chegaram boiando a costa e o combustível dos navios manchou o mar. A população de Aracaju exigiu vingança ao Poder Público. A coleta dos corpos foi improvisada e precária, e vários dos mortos foram enterrados no cemitério dos Náufragos. Os sobreviventes foram espalhados em diversos alojamentos da cidade.
A população da cidade entrou em pânico, tanto pelos conhecidos mortos quanto pelo desconhecimento de muitos sobre o que era um submarino. Em 1943,130 pessoas passaram por um treinamento de defesa a ataques aéreos feito pela recém-criada Diretoria de Defesa Passiva, onde aviões brasileiros jogavam sacos de areia para simular bombas. A cidade também passou a investigar simpatizantes do nazismo, apelidados de Quinta Coluna. Vários estrangeiros alemães e italianos foram presos e tiveram seus bens destruídos. Nicola Mandarino foi notoriamente preso por ser acusado de ter um rádio capaz de transmitir informações a navios do Eixo, mas foi solto por falta de provas. Um grupo foi desmantelado pelo Poder Público. Ele era composto por integralistas brasileiros e estrangeiros. Nicola Mandarino, italiano, foi preso portando 456 cartuchos de guerra ogivais, 1.402 balas de rifles, 75 cartuchos de guerra pontiagudos, além de 19 bananas de dinamite. Além disso, ouve grande participação sergipana na FEB. Oficialmente, 277 sergipanos contribuíram para a força expedicionária. Os jornais da época demoraram para notificar os acontecimentos por causa da censura do Departamento Estadual de Imprensa e Propaganda.

### Planejamento urbano
Como Aracaju surgiu com o objetivo de sediar a capital da província de Sergipe del-Rei, que até este momento se localizava na cidade de São Cristóvão, segundo alguns historiadores, o Centro de Aracaju foi idealizado com "planejamento urbano" desde o início, pois as primeiras ruas estão organizadas de forma a lembrar um tabuleiro de xadrez.
O responsável pelo desenho da cidade de Aracaju foi o engenheiro Sebastião José Basílio Pirro. A construção da cidade apresentou algumas dificuldades de engenharia, pois a região continha muitos pântanos, pequenos lagos e mangues.
Apesar de se saber o dia exato de fundação da cidade, não se sabe com certeza qual foi o ponto inicial urbano. É provável que ela tenha sido ocupada a partir da atual Praça General Valadão, onde se situava o porto.
Existe um bairro na cidade chamado América, o nome das ruas dele em grande parte são nomes dos outros países da América, há, também, em Aracaju, ruas que homenageiam os outros estados da federação e há conjuntos habitacionais como o Médici e o Castelo Branco que fazem homenagem aos generais que comandavam o país na época em que os mesmos foram construídos.

## Geografia

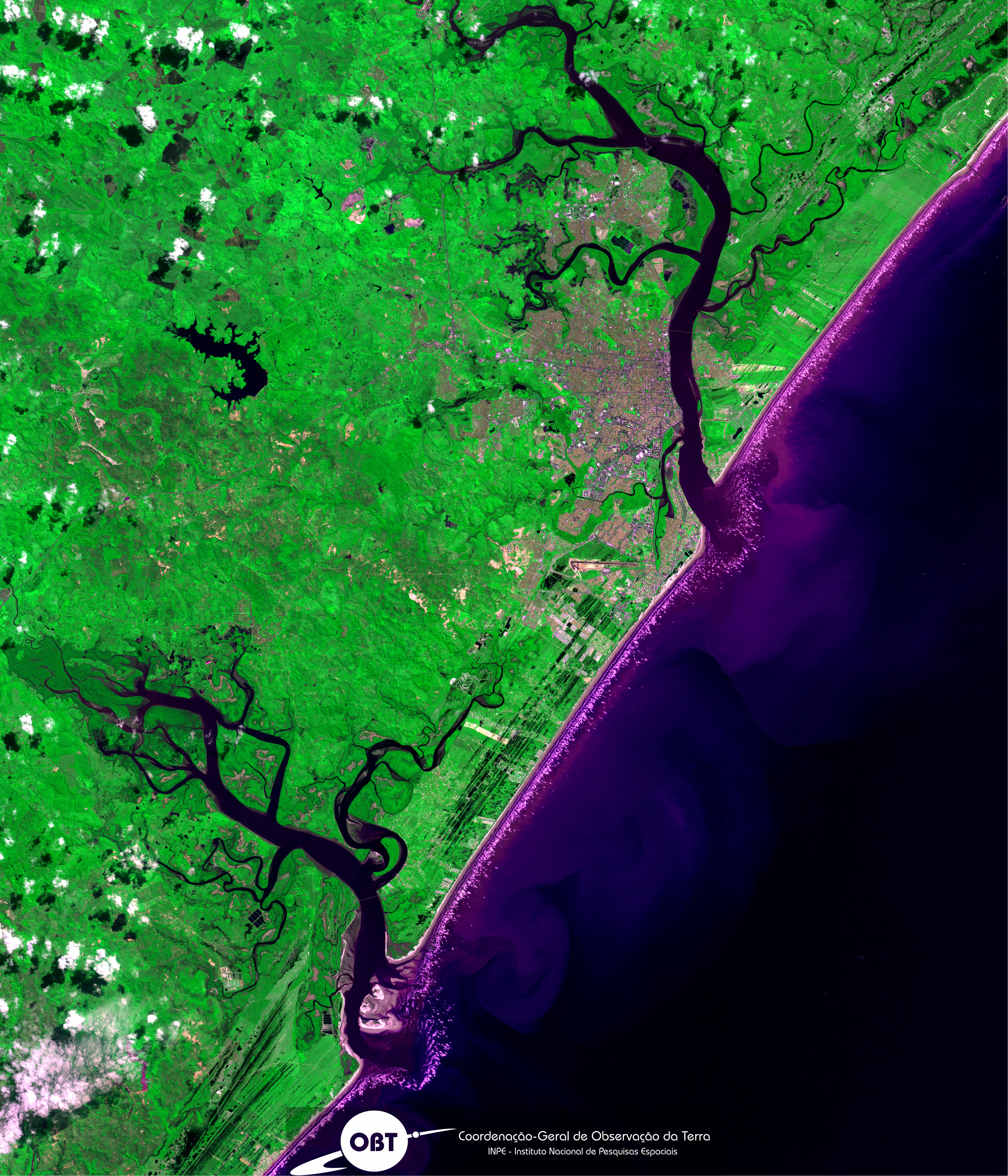
Imagem de satélite de Aracaju

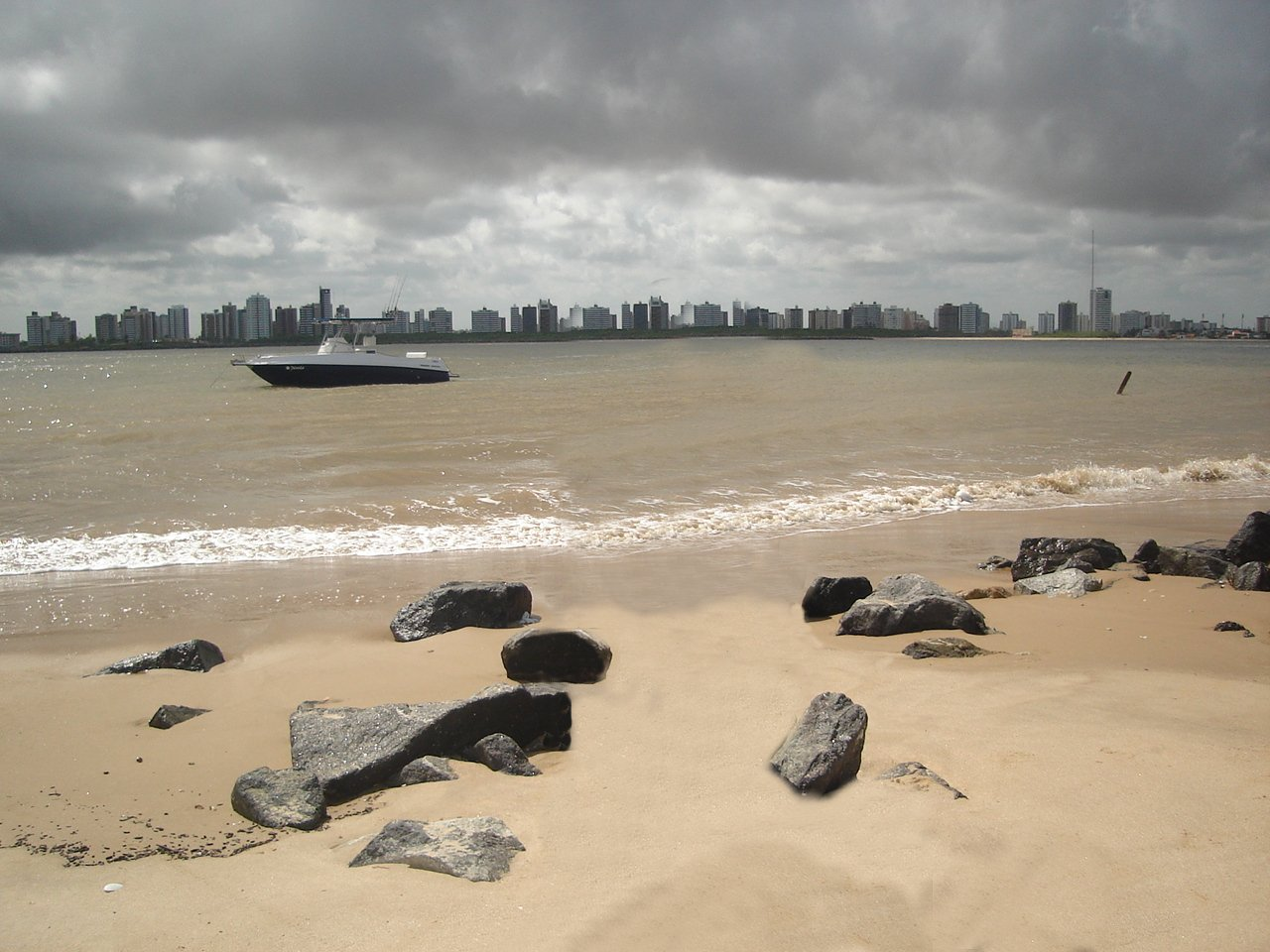
Aracaju vista da cidade Barra dos Coqueiros. O rio Sergipe separa as duas cidades.

De acordo com a divisão regional vigente desde 2017, instituída pelo IBGE, o município pertence às Regiões Geográficas Intermediária e Imediata de Aracaju. Até então, com a vigência das divisões em microrregiões e mesorregiões, fazia parte da microrregião de Aracaju, que por sua vez estava incluída na mesorregião do Leste Sergipano.
O solo da cidade era principalmente composto por areia e em zonas estuarinas (como nos Bairros Salgado Filho, Grageru, São José, Porto Dantas e Coroa do Meio) era uma área de manguezal, constantemente inundada. Hoje, grande parte da área de manguezal está coberta por concreto em diversos pontos da cidade. A vegetação original e o mangue, que ficava principalmente às margens do Rio Sergipe, foram quase completamente soterrados. Na zona norte da cidade estão as áreas mais elevadas, com destaque para o morro do Urubu, que tem altitude máxima aproximada de 100m. Próximo a ele existem diversas colinas que dão uma acidentalidade ao relevo local, a exemplo do que acontece nos bairros Cidade Nova e 18 do Forte. Os prédios baixos facilitam a circulação de ar, ajudando a aliviar as altas temperaturas que afligem a cidade na maior parte do ano. Ao contrário do que acontece nas capitais litorâneas, o adensamento urbano da capital está à margem estuarina do rio Sergipe e ao seus afluentes. À beira-mar, estão os hotéis e casas de veraneio situam-se nos bairros Atalaia, Coroa do Meio e zona de Expansão, mesclando-se com uma crescente urbanização residencial nessas áreas nas últimas duas décadas.
As unidades que compõem o quadro morfológico são os tabuleiros sedimentares e planície flúvio-marinha e planície marinha. Relevo dessecado do tipo colina. Aprofundamento de drenagem muito fraca e extensão de suas formas. Os tabuleiros sedimentares são um conjunto de baixas elevações, com forma de mesa, separadas por vales de fundo chato, onde se desenvolvem amplas várzeas. O relevo plano faz com que seja bastante apropriada a prática do ciclismo, sendo este o meio de transporte incentivado pela Prefeitura. A escolha da bicicleta ajuda a diminuir os congestionamentos e libera o transporte público. Apesar disso, o ciclismo ainda é meio de transporte para as classes mais baixas. Existem algumas grandes ciclovias na cidade. As mais antigas são da avenida Augusto Franco, avenida Beira Mar, e mais recentemente, avenida São Paulo (em direção aos bairros mais periféricos), e da praia de Atalaia.
A cidade tem a leste o Rio Sergipe, onde fica localizada a praia 13 de Julho (mesmo nome do bairro). Atualmente  o espaço dispõe de uma orla com diversificadas atividades relacionadas com o lazer. Em seu curso á margem da capital sergipana, o rio é considerado salobre. Nas imediações da foz o rio separa a capital da Ilha de Santa Luzia e deságua na praia da Coroa do Meio, onde também é despejada a maior parte do esgoto doméstico. O abastecimento de água é feito a partir do rio Poxim, que corta a cidade pelos bairros Jabutiana, São Conrado e deságua no rio Sergipe, no bairro 13 de Julho, e do Rio São Francisco através de uma rede de adutoras. Na divisa com a cidade de Nossa Senhora do Socorro existe o Rio do Sal, de onde a prefeitura e particulares retiram água para regar os canteiros públicos e outras tarefas onde não há necessidade de se utilizar água potável.

### Clima
| Maiores acumulados de precipitação em 24 horas registrados em Aracaju por meses (INMET, 1931-presente) | Maiores acumulados de precipitação em 24 horas registrados em Aracaju por meses (INMET, 1931-presente) | Maiores acumulados de precipitação em 24 horas registrados em Aracaju por meses (INMET, 1931-presente) | Maiores acumulados de precipitação em 24 horas registrados em Aracaju por meses (INMET, 1931-presente) | Maiores acumulados de precipitação em 24 horas registrados em Aracaju por meses (INMET, 1931-presente) | Maiores acumulados de precipitação em 24 horas registrados em Aracaju por meses (INMET, 1931-presente) |
| Mês | Acumulado                                                                                              | Data                                                                                                   | Mês | Acumulado                                                                                              | Data                                                                                                   |
| --- | --- | --- | --- | --- | --- |
| Janeiro                                                                                                | 155,3 mm                                                                                               | 25/01/1965                                                                                             | Julho                                                                                                  | 376,5 mm                                                                                               | 24/07/1964                                                                                             |
| Fevereiro                                                                                              | 146,6 mm                                                                                               | 28/02/1978                                                                                             | Agosto                                                                                                 | 77,4 mm                                                                                                | 09/08/1996                                                                                             |
| Março                                                                                                  | 136,1 mm                                                                                               | 31/03/1947                                                                                             | Setembro                                                                                               | 91,2 mm                                                                                                | 14/09/1965                                                                                             |
| Abril                                                                                                  | 156,8 mm                                                                                               | 20/04/1981                                                                                             | Outubro                                                                                                | 125,4 mm                                                                                               | 15/10/1945                                                                                             |
| Maio                                                                                                   | 171,6 mm                                                                                               | 18/05/1964                                                                                             | Novembro                                                                                               | 186,5 mm                                                                                               | 28/11/1953                                                                                             |
| Junho                                                                                                  | 179,4 mm                                                                                               | 27/06/1932                                                                                             | Dezembro                                                                                               | 128,7 mm                                                                                               | 07/12/1964                                                                                             |

O clima é quente e úmido, com período chuvoso de março a agosto. A temperatura média anual é de 26 °C e precipitação média anual de 1 300 milímetros (mm). Os meses mais quentes de Aracaju são: janeiro, fevereiro e março, com temperatura média de 27 °C, sendo que a média das máximas são 29 °C e a das mínimas 24 °C. Já os mais amenos são julho e agosto, com temperatura média de 24 °C, a média das máximas não supera os 28 °C, e à noite a temperatura pode cair para 19 °C. Porém, pode acontecer de a temperatura ficar mais quente no inverno e mais fria no verão, como em 2002.
Em Aracaju os meses mais chuvosos são entre março e julho, pois o vento forte devido às temperaturas mais baixas no Sul e Sudeste do país nesses meses trazem várias nuvens carregadas. Nesse período, a quantidade média de chuva supera os 150 mm por mês. Entre esses meses, o mais chuvoso é o maio, cuja média é de aproximadamente 240 mm. Nos meses mais secos, entre setembro e fevereiro, o vento fica mais fraco, só conseguindo trazer nuvens leves, então chove menos. A média de chuvas entre esses meses é de aproximadamente entre 20 mm e 60 mm.
Segundo dados do Instituto Nacional de Meteorologia (INMET), desde 1931 a menor temperatura registrada em Aracaju foi de 14,6 °C em 30 de agosto de 1966 e a maior atingiu 36,9 °C em 21 de março de 2019. O maior acumulado de precipitação em 24 horas foi de 376,5 mm em 24 de julho de 1964. Outros grandes acumulados iguais ou superiores a 150 mm foram: 221,4 mm em 25 de julho de 1964, 186,5 mm em 28 de novembro de 1953, 179,4 mm em 27 de junho de 1932, 171,6 mm em 18 de maio de 1964, 157 mm nos dias 16 de maio de 1999 e 25 de maio de 2011, 156,8 mm em 20 de abril de 1981, 155,3 mm em 25 de janeiro de 1965, 153,6 mm em 16 de abril de 1966 e 150,2 mm em 12 de maio de 1962. Em um mês o recorde é de 968,7 mm em abril de 1964.
| Dados climatológicos para Aracaju                                                        | Dados climatológicos para Aracaju | Dados climatológicos para Aracaju | Dados climatológicos para Aracaju | Dados climatológicos para Aracaju | Dados climatológicos para Aracaju | Dados climatológicos para Aracaju | Dados climatológicos para Aracaju | Dados climatológicos para Aracaju | Dados climatológicos para Aracaju | Dados climatológicos para Aracaju | Dados climatológicos para Aracaju | Dados climatológicos para Aracaju | Dados climatológicos para Aracaju |
| Mês                                                                                      | Jan                               | Fev                               | Mar                               | Abr                               | Mai                               | Jun                               | Jul                               | Ago                               | Set                               | Out                               | Nov                               | Dez                               | Ano                               |
| ---------------------------------------------------------------------------------------- | --------------------------------- | --------------------------------- | --------------------------------- | --------------------------------- | --------------------------------- | --------------------------------- | --------------------------------- | --------------------------------- | --------------------------------- | --------------------------------- | --------------------------------- | --------------------------------- | --------------------------------- |
| Temperatura máxima recorde (°C)                                                          | 34,2                              | 34,3                              | 36,9                              | 36,4                              | 36,4                              | 31,9                              | 30,9                              | 30,6                              | 31,7                              | 32,6                              | 33,7                              | 34,8                              | 36,9                              |
| Temperatura máxima média (°C)                                                            | 30,6                              | 30,8                              | 30,9                              | 30,4                              | 29,6                              | 28,6                              | 27,9                              | 27,9                              | 28,4                              | 29,2                              | 29,8                              | 30,2                              | 29,5                              |
| Temperatura média compensada (°C)                                                        | 27,3                              | 27,5                              | 27,7                              | 27,3                              | 26,5                              | 25,6                              | 24,9                              | 24,9                              | 25,4                              | 26,2                              | 26,7                              | 27,1                              | 26,4                              |
| Temperatura mínima média (°C)                                                            | 23,9                              | 24,1                              | 24                                | 23,7                              | 23                                | 22,3                              | 21,9                              | 21,8                              | 22,5                              | 23,1                              | 23,5                              | 23,8                              | 23,1                              |
| Temperatura mínima recorde (°C)                                                          | 18,4                              | 18,8                              | 19,5                              | 18,1                              | 17,8                              | 17,3                              | 16,4                              | 14,6                              | 17,1                              | 17                                | 16,6                              | 16                                | 14,6                              |
| Precipitação (mm)                                                                        | 43                                | 66,7                              | 73,3                              | 153,9                             | 226,9                             | 198,4                             | 149,5                             | 97,4                              | 61,9                              | 56                                | 38,3                              | 24                                | 1 189,3                           |
| Dias com precipitação (≥ 1 mm)                                                           | 6                                 | 7                                 | 8                                 | 13                                | 16                                | 17                                | 18                                | 15                                | 9                                 | 6                                 | 5                                 | 4                                 | 124                               |
| Umidade relativa compensada (%)                                                          | 74                                | 74,2                              | 74,3                              | 75,3                              | 77,7                              | 77,9                              | 77,7                              | 76,8                              | 76,2                              | 75,9                              | 75,7                              | 74,7                              | 75,9                              |
| Insolação (h)                                                                            | 275,5                             | 243,1                             | 255,3                             | 224,2                             | 205,5                             | 179,6                             | 189,7                             | 212,5                             | 238,8                             | 274,1                             | 275,5                             | 287,4                             | 2 861,2                           |
| Fonte: INMET (normal climatológica de 1991-2020; recordes de temperatura: 1931-presente) |                                   |                                   |                                   |                                   |                                   |                                   |                                   |                                   |                                   |                                   |                                   |                                   |                                   |

## Demografia
Contando com mais de 570.000 habitantes, segundo o Censo 2010 do IBGE, distribuídos em 181,8 km², Aracaju tem uma grande densidade demográfica, mais de 3.100 hab/km². A cidade cresceu muito desde 1960, como outras cidades brasileiras. Na época possuía 115.713. Passou a 183.670 em 1970, 293.100 em 1980 e 402.341 em 1991, tendo registrado na década de 1980 crescimento geométrico de quase 5%. O coeficiente de Gini é de 0,47 com limite inferior e superior respectivamente entre 0,45 e 0,50.
Tratando-se de religião, a grande parte da população de Aracaju  pratica o Cristianismo, Tendo destaque a denominação Católica sendo esta a religião predominante no estado, onde esta é administrada pela Arquidiocese de Aracaju e pelas Diocese de Estância e Propriá. A Igreja Católica atua no Estado em diversas áreas algumas delas são as áreas educacionais, socioculturais e religiosas. De acordo com os dados do Novo Mapa das Religiões, feito pela Fundação Getúlio Vargas com dados de 2009 da Pesquisa de Orçamento Familiar, do Instituto Brasileiro de Geografia e Estatística, 72,26% da população de Aracaju se identifica como católica, 4,18% como evangélica pentecostal, 9,23% pertencem a outras denominações evangélicas, 7,64% não possuem religião (podendo ser ateus, agnósticos, deístas), 3,25% são espíritas, 0,11% seguem religiões afro-brasileira e 3,09% pertencem a outros grupos.
Segundo o censo brasileiro de 2022, a composição religiosa da cidade era de 60,39% católicos, 20,38% evangélicos ou protestantes, 2,81% espíritas, 1,4% umbandistas ou candomblecistas, 0,01% religião tradicional, 4,13% outras religiões, 10,74% irreligiosos, 0,04% desconhecidos e 0,12% não declarados.
O IDH em 2010 foi de 0,770 e em 2000 0.665.

## Política

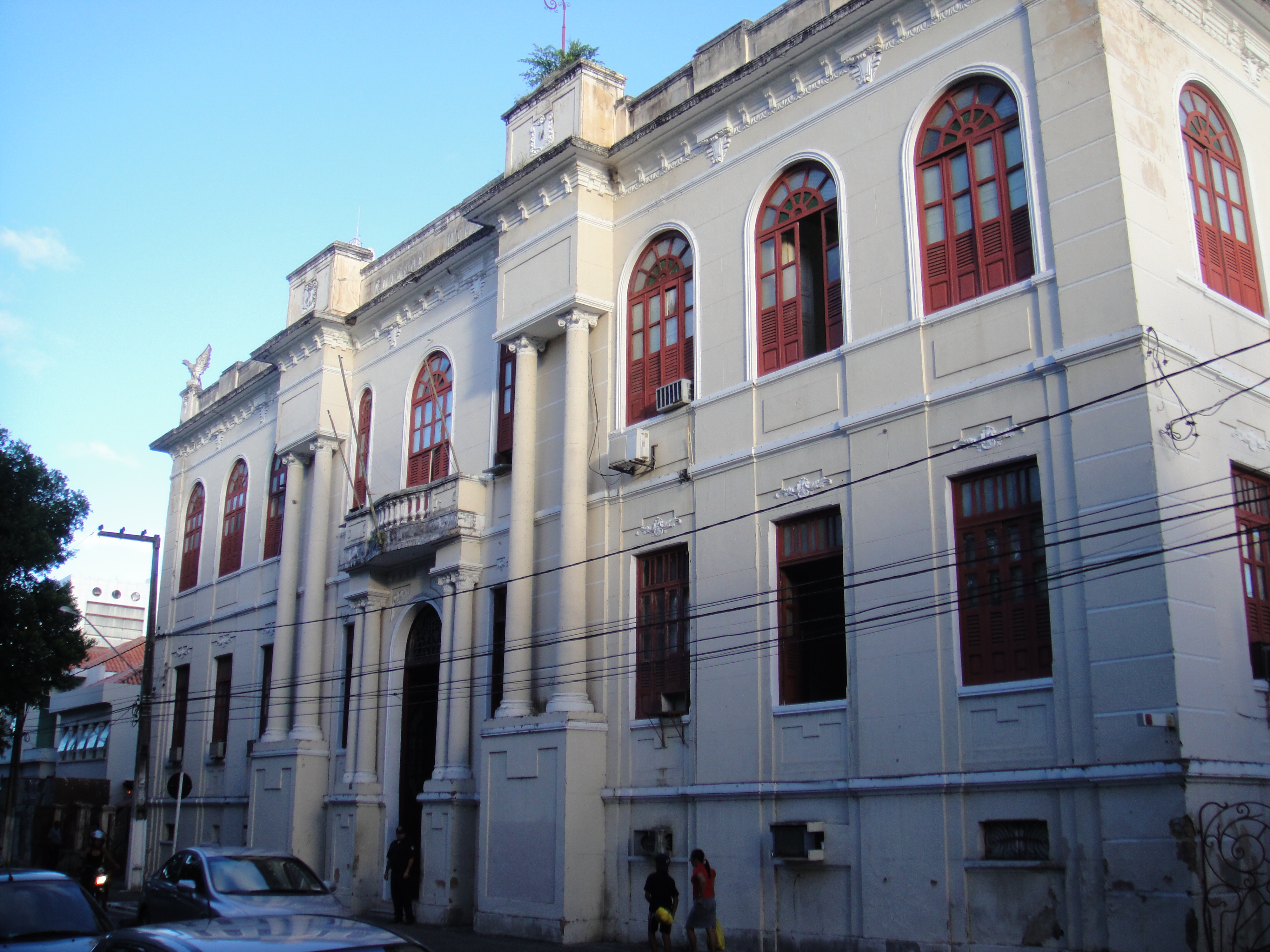
O palácio Ignácio Barbosa foi sede da prefeitura de Aracaju até 2005

O poder executivo do município de Aracaju tem como chefe o prefeito, que escolhe seu gabinete de secretários, seguindo o modelo proposto pela Constituição Federal. A atual prefeita da cidade é Emília Corrêa, do Partido Liberal (PL). A então vereadora por dois mandatos consecutivos estreou sua candidatura à disputa e venceu as eleições municipais de 2024, sendo eleita no segundo turno com 165.924 votos, o que correspondeu a 57,46% dos votos válidos, tornando-se a primeira mulher no comando titular da prefeitura. A sede da prefeitura ficava no Palácio Ignácio Barbosa, prédio histórico inaugurado em 1923 e situado na praça Olímpio Campos, no Centro da cidade, mas desde 2005 a sede do poder executivo está situada no prédio do antigo CESEC do Banco do Brasil no Conjunto Costa e Silva, zona oeste, que foi reformada, modernizada e ampliada, sendo denominado "Complexo Administrativo Prefeito José Aloísio de Campos" incluindo diversas secretarias.
No âmbito do judiciário, a Comarca de Aracaju, instalada em 5 de janeiro de 1893, possui diversas varas cíveis e criminais. A cidade tem o maior eleitorado de Sergipe, com 378 146 eleitores divididos em quatro zonas (1º, 2º, 27º e 36º) e 974 seções eleitorais, segundo dados de 2010. De acordo com a legislação brasileira, por ter mais de 200 mil eleitores, pode haver segundo turno na eleição para prefeito de Aracaju caso o primeiro colocado não atinja a maioria dos votos válidos.

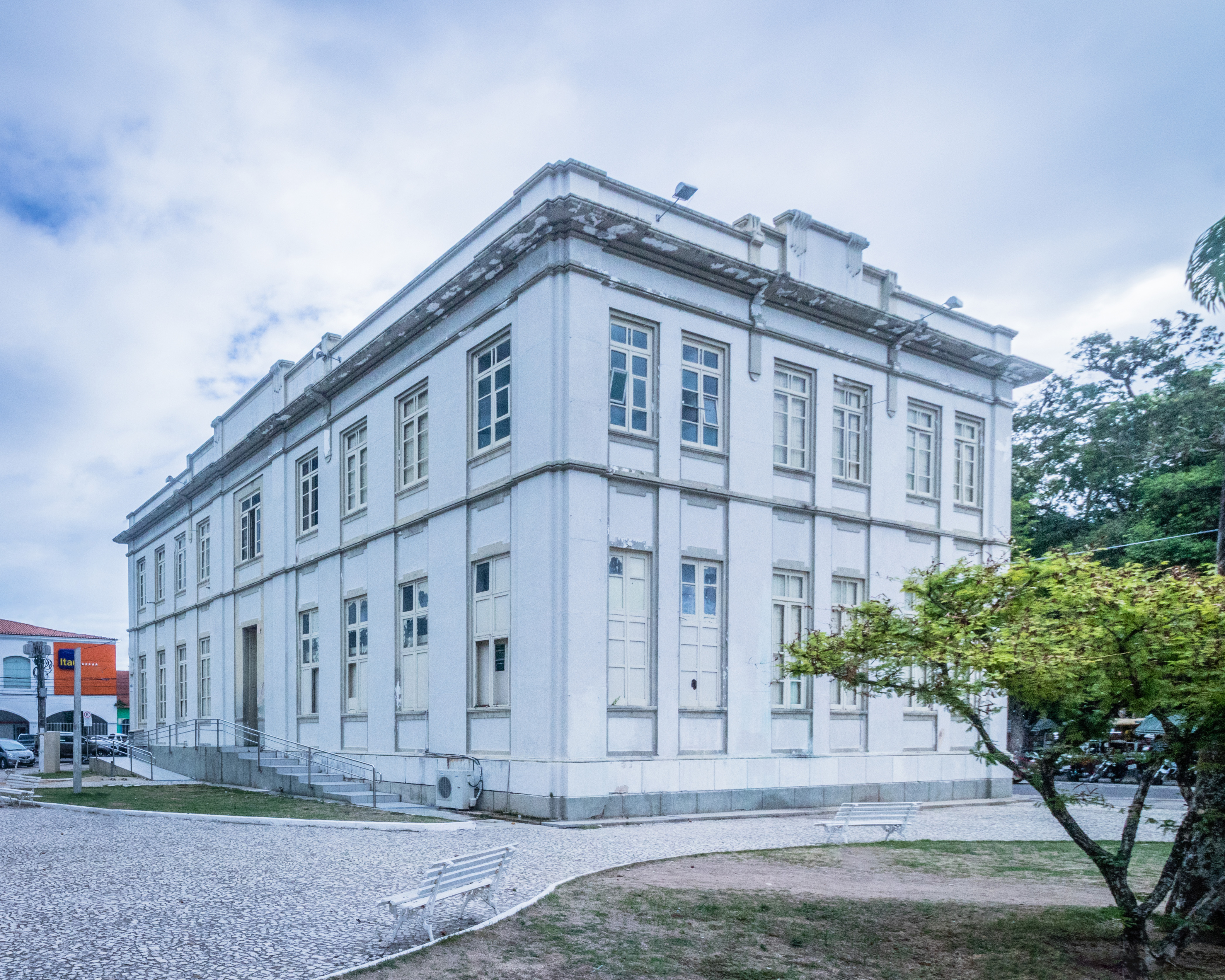
Câmara Municipal de Aracaju

O poder legislativo é constituído pela câmara municipal, atualmente composta por 24 vereadores eleitos para mandatos de quatro anos, cabendo a eles o papel de fiscalizar e assessorar o executivo, além de elaborar leis sobre todos os temas de competência do município. A Câmara de vereadores de Aracaju até hoje não tem sede própria. Ocupa há três décadas o Palácio Maurício Graccho Cardoso, antiga Biblioteca Pública Estadual. A câmara dispõe de um terreno no Centro Administrativo Governador Augusto Franco, no bairro Capucho (Aracaju), mas em 2010 o então presidente Emanuel Nascimento, do Partido dos Trabalhadores, afirmou que o legislativo municipal não dispõe de recursos para instalar sua nova sede, Em 2013 o presidente da Câmara, Vereador Vinícius Porto, do DEM, anunciou que a sede própria será construída no bairro Coroa do Meio. No entanto, a ideia não foi adiante.

### Cidades-irmãs
A política das cidades-irmãs  tem como objetivo a criação de relações e protocolos intencionais, notadamente na esfera econômica e cultural, aonde cidades estabelecem entre si laços de cooperação.
- Lobito, Angola
- Ajudá, Benim
- Minsk, Bielorrússia
- Itabuna, Brasil[40]
- João Pessoa, Brasil
- Juazeiro,  Brasil
- Maceió,  Brasil
- Recife, Brasil
- Salvador,  Brasil
- Concepción, Chile
- Cantão, China
- Yantai, China[41]
- Míconos, Grécia
- Tessalônica, Grécia
- Damão, Índia
- Beira, Moçambique
- Coimbra, Portugal
- Iaroslavl, Rússia
- Tomsk, Rússia
- Díli, Timor-Leste

## Subdivisões
O município de Aracaju é atualmente constituído por apenas um distrito sede.
Erroneamente, alguns conjuntos habitacionais de Aracaju são frequentemente denominados como bairros, dadas as suas grandes dimensões territoriais. Alguns exemplos são: Augusto Franco (na Farolândia), Sol Nascente, JK, Santa Lúcia (na Jabotiana), Dom Pedro e Agamenon Magalhães (no José Conrado).

## Economia

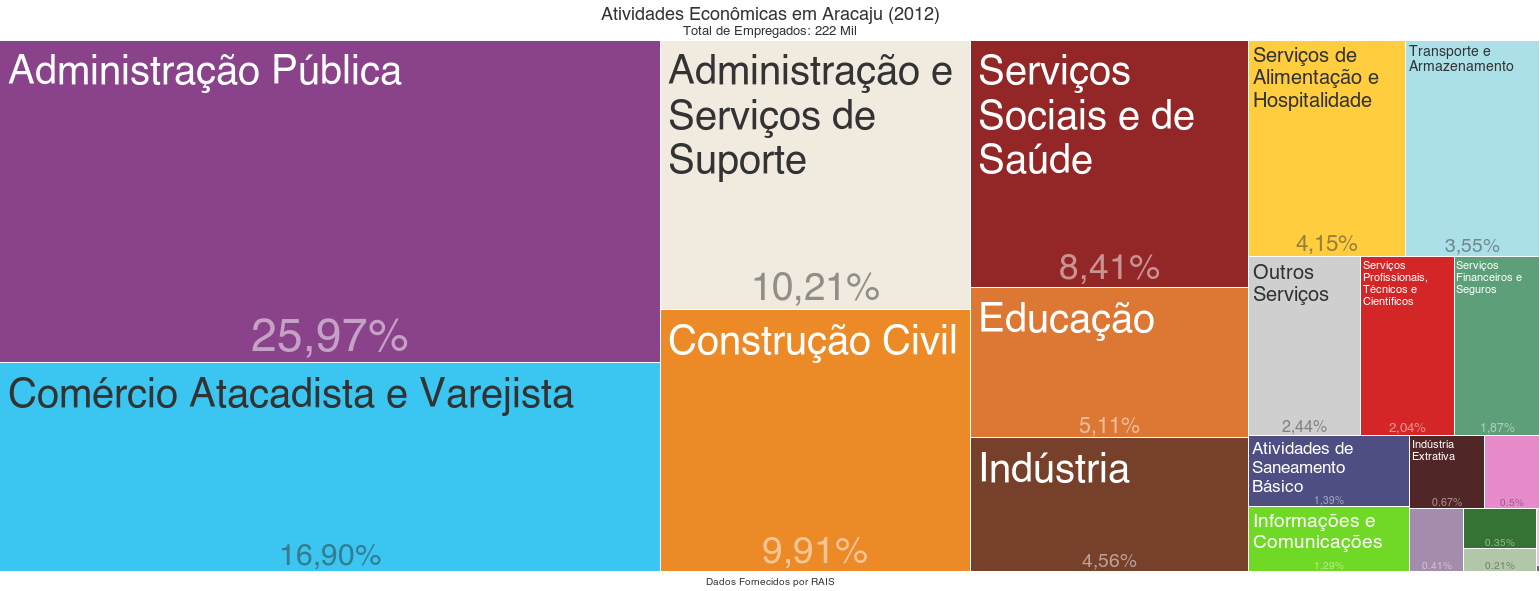
Atividades econômicas em Aracaju - (2012)

O produto interno bruto de Aracaju foi de 6 940 000 000 de reais em 2008, a preços correntes de mercado. Os serviços, a indústria e a exploração petrolífera são a base da economia aracajuana. Aracaju possui um centro comercial com grandes lojas, tais como C&A, Lojas Riachuelo, Lojas Renner, Lojas Americanas, Ricardo Eletro, Magazine Luiza, Casas Bahia, Centauro e as redes de supermercado GBarbosa, Bompreço, BIG Bompreço, Atacadão, Mercantil Rodrigues, Pão de Açúcar, Sam's Club dentre outros. Outro ponto comercial, mas também turístico no Centro da capital são os mercados municipais Maria Virgínia Leite Franco, Antônio Franco e Thales Ferraz, os quais vendem produtos artesanais, vestuário, ervas medicinais, comidas típicas e hortifrutigranjeiros. Está em construção um mercado popular de eletrônicos (tipicamente fomentadores das internacionalmente conhecidas China Town) em localização privilegiada da cidade, ao lado do terminal de ônibus do Mercado Maria Virgínia Leite Franco.

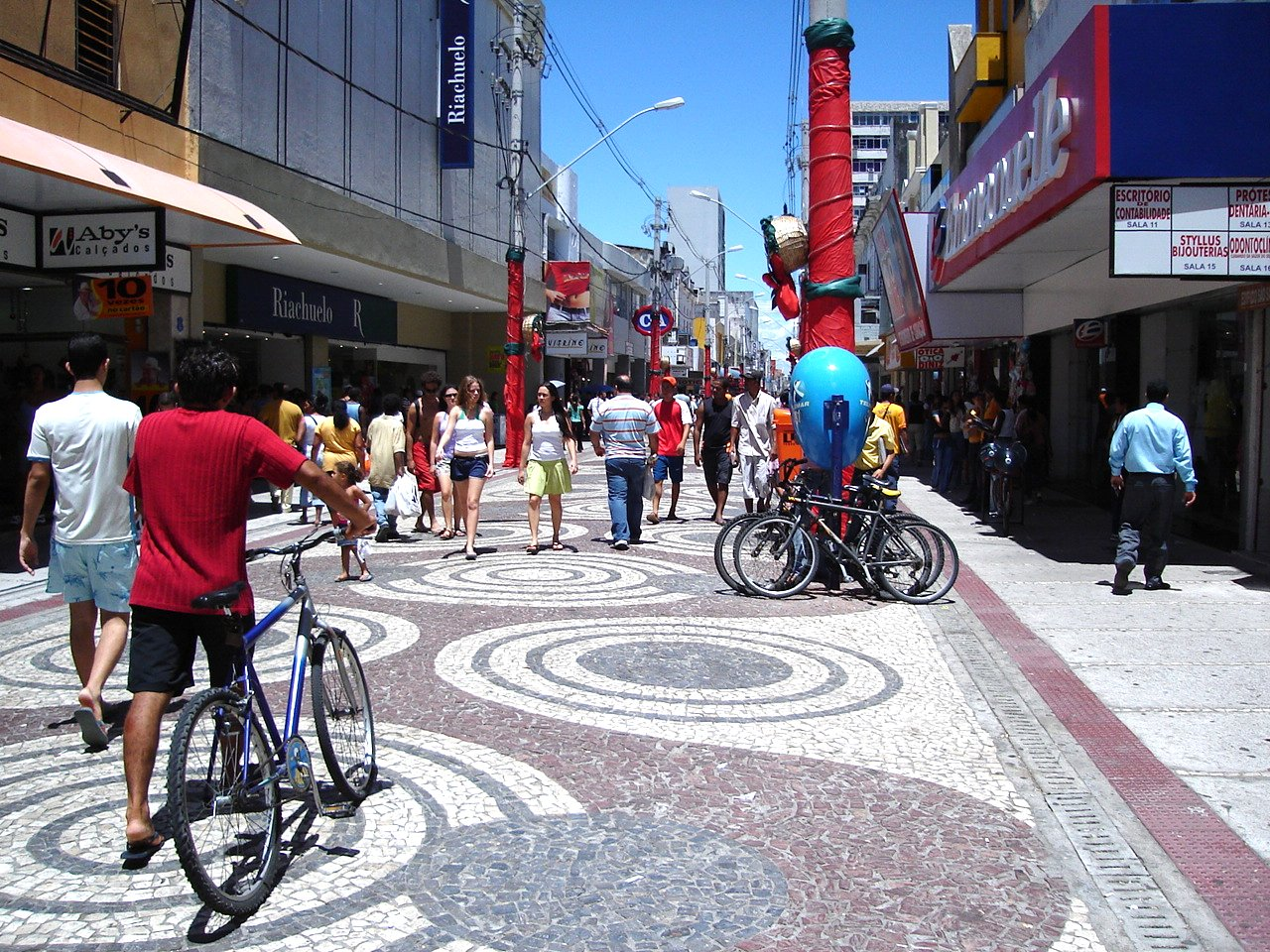
Centro de Aracaju

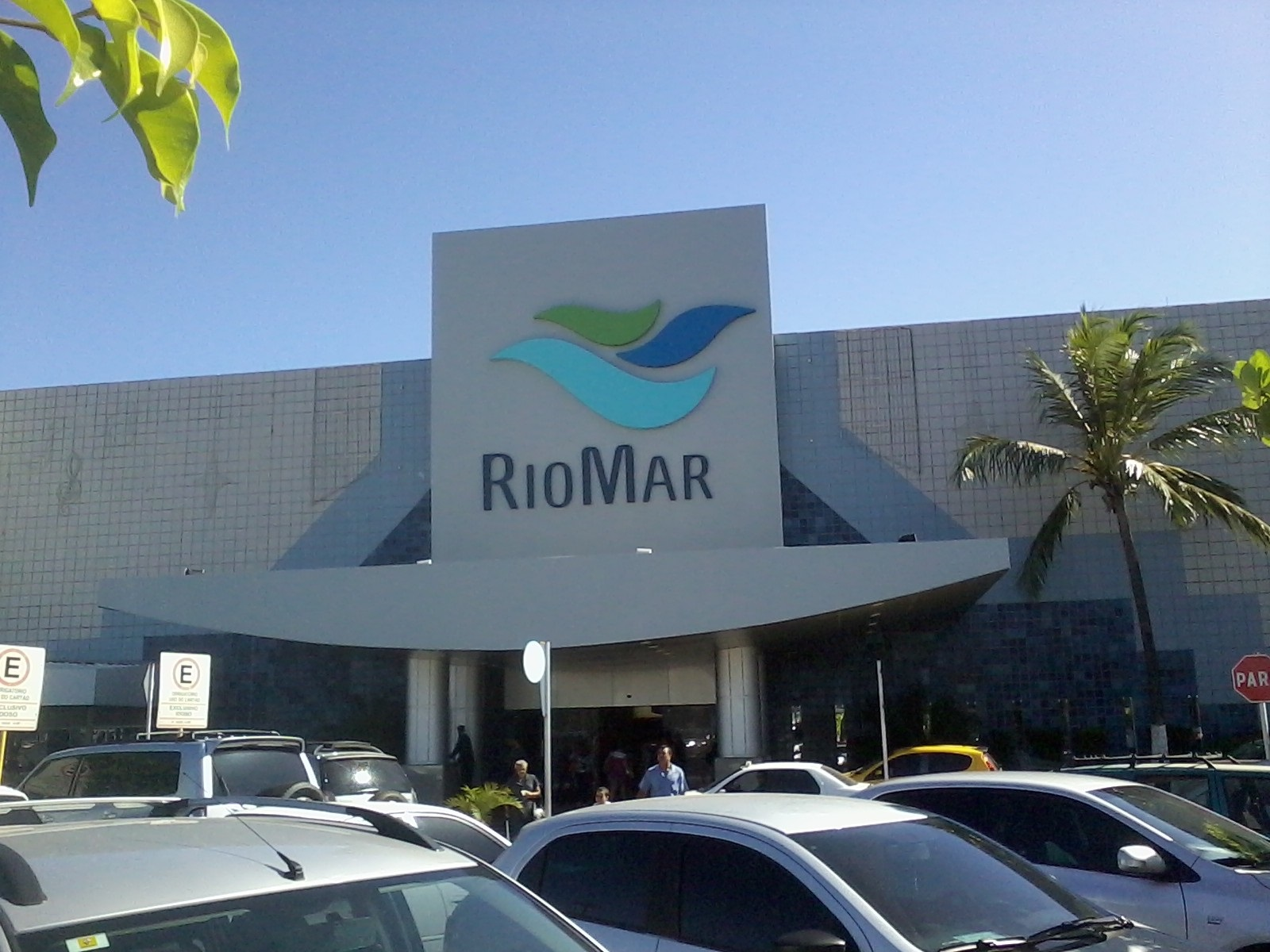
RioMar Shopping, primeiro shopping da cidade

A cidade possui um dos modernos centros operacionais de tecnologia da informação da empresa multinacional Politec e conta atualmente com três shoppings-centers construídos e dois em fase de construção. O primeiro shopping construído na cidade foi o RioMar Shopping. Inaugurado em 1989, passou por expansões em 2008, 2011 e 2017. O shopping está localizado no bairro Coroa do Meio que fica às margens do Rio Sergipe. O empreendimento é ligado ao continente pela ponte Godofredo Diniz a qual dá acesso à Avenida Beira Mar no bairro 13 de Julho, uma das áreas mais nobres de capital.
O posterior centro comercial privado construído foi o Shopping Jardins. Inaugurado em 1997, passou por expansões em 1998, 2004 e em 2006. O shopping está localizado no bairro de mesmo nome e foi responsável pelo crescimento e valorização da localidade em seu entorno, com o surgimento de diversos prédios residenciais. Esta localizado também nos arredores do Parque da Sementeira. O terceiro shopping foi inaugurado em 2019 no Bairro Industrial. Trata-se do Aracaju Parque Shopping, primeiro shopping da zona norte da cidade. Abriga uma vista privilegiada por estar às margens do Rio Sergipe, muito próximo do centro histórico e comercial da capital mas também das cidades de Barra dos Coqueiros (pela Ponte João Alves, via de ligação entre Aracaju a esta cidade conurbada) e Nossa Senhora do Socorro.
Além do Centro e dos shoppings nos bairros Jardins, Coroa do Meio e Industrial, merece destaque o ramo do comércio nos bairros Siqueira Campos e Santos Dumont, voltados ao comércio popular e o badalado bairro 13 de Julho, onde predominam variadas lojas, tais como boutiques e delicatessens voltadas a pessoas de maior renda. Desde a década de 2000 o bairro Jabotiana vem passando por uma rápida expansão residencial e consequentemente comercial. Duas redes de supermercado foram instaladas e surgiu um novo subcentro de comércio e serviços na Avenida Farmacêutica Cezartina Régis, entre os conjuntos Sol Nascente e JK. Nessa avenida e em seu entorno há atualmente uma concentração de farmácias, academias de ginástica, mercearias, "pet shops" e sobretudo uma variada rede gastronômica de bares e restaurantes que tem trazido ao bairro uma agitação noturna que começa a ser comparada com outros espaços da capital tais como a Atalaia e o Inácio Barbosa.
A região do bairro Atalaia é comparativamente um dos mais carentes de serviços dadas a distância do principal centro comercial da cidade. No entanto, o comércio tem crescido vertiginosamente de olho no crescimento turístico da cidade bem como de novos condomínios residenciais habitados principalmente por moradores provenientes de outras localidades que priorizam a comodidade de morar na enseada de praias da região. Este vácuo de investimentos é o que tem financiado, por sua vez, a rápida expansão do comércio especificamente na região da Orla de Atalaia e, em particular, com a chegada das mais variadas redes de franquias low cost na região tais como a rede de hotéis Ibis Budget, de alimentação Subway e McDonalds mas também de academias Smart Fit que encontra-se em fase de implementação. Este fenômeno potencial tem propiciado a maior integração física desta área turística e de nova ocupação dos habitantes da cidade com as regiões tradicionalmente mais comerciais, já que também a área central da Orla de Atalaia (conhecida como os Arcos da Orla de Atalaia) encontra-se estrategicamente localizada a 3,5 quilômetros do Aeroporto de Aracaju, ponto de grande interesse em acesso da maioria dos visitantes da cidade.

### Turismo

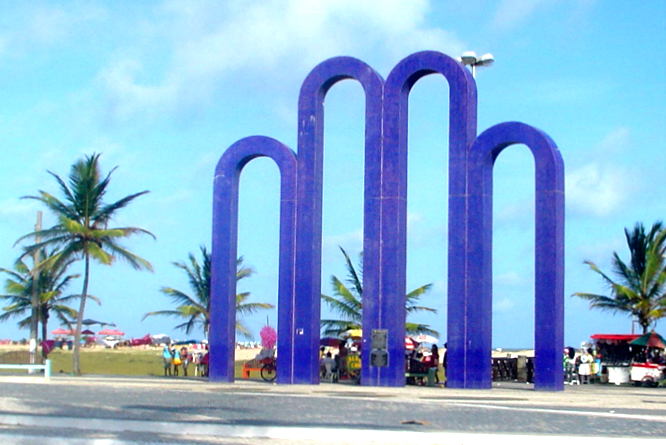
Arcos da Orla de Atalaia

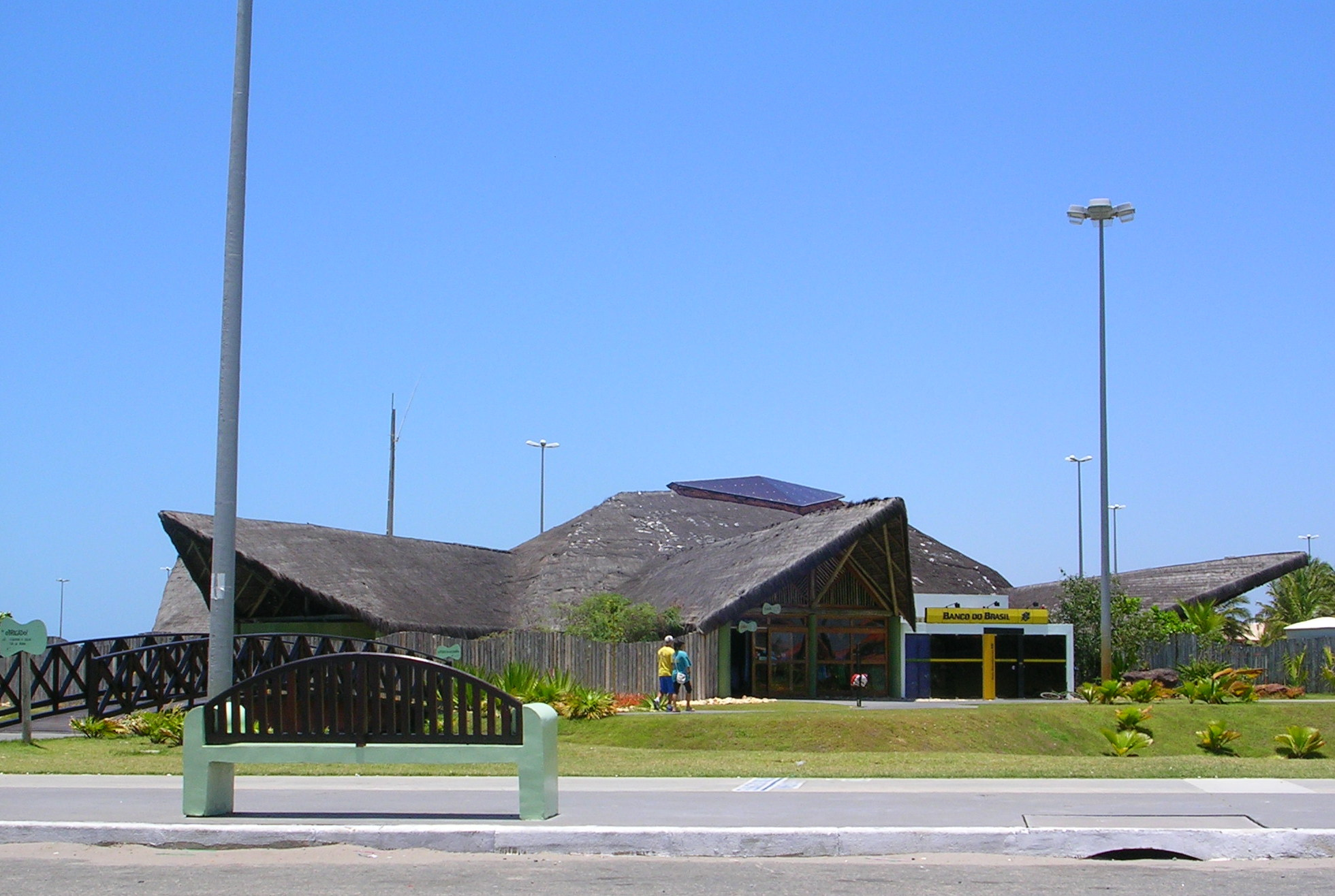
Oceanário de Aracaju

A Orla de Atalaia é um dos principais cartões postais da cidade. Possui 6 km de extensão e está situada a 9 km do centro da cidade. A maioria dos principais hotéis e restaurantes da cidade localizam-se muito próximos ou, na maioria das vezes, são integrados à orla. Boa parte dos restaurantes com pratos típicos da região ficam localizados na região do corredor denominado Passarela do Caranguejo, o qual possui um monumento em forma de 'Caranguejo Gigante' a céu aberto onde se pode tomar uma bela foto da praia e do crustáceo que tanto caracteriza a culinária local.
Além da praia, com sua ampla faixa de areia até o mar, a Orla de Atalaia possui em sua estrutura alguns lagos artificiais, pista de cooper e regiões com fontes de água com iluminação e sonoridade especiais. Além disso, apresenta diversas áreas de lazer, tais como quadras poliesportivas, clube de tênis, kartódromo e rampas de skate e patins espalhadas por toda sua extensão. Tradicionalmente nos finais de semana ocorrem diversos eventos culturais, tais como por exemplo o popular 'Som de Calçada' que agita a juventude local na área conhecida pelos locais como 'Calçadão da Cinelândia'.
Em critérios de esculturas a céu aberto, a região da Orla apresenta o Monumento aos Formadores de Nacionalidade, que foi construído para homenagear personalidades da história brasileira. As estátuas de bronze representam, dentre outras personalidades: Joaquim José da Silva Xavier, Zumbi dos Palmares, Dom Pedro II, José Bonifácio de Andrade e Silva, Joaquim Nabuco, Princesa Isabel, Duque de Caxias, Barão do Rio Branco, Getúlio Vargas, Juscelino Kubitschek.
Por fim, e não menos importante, é na imponente Orla de Atalaia que localiza-se o Oceanário de Aracaju. Sob uma vista aérea, a estrutura possui formato de tartaruga e internamente abriga não só a querida tartaruga mas também diversos outros animais marinhos em 20 aquários e tanques. Essa construção, tal como o pórtico escultural em sua entrada, são uma maravilhosa homenagem a estes animais que habitam a costa sergipana.

## Infraestrutura

### Saúde

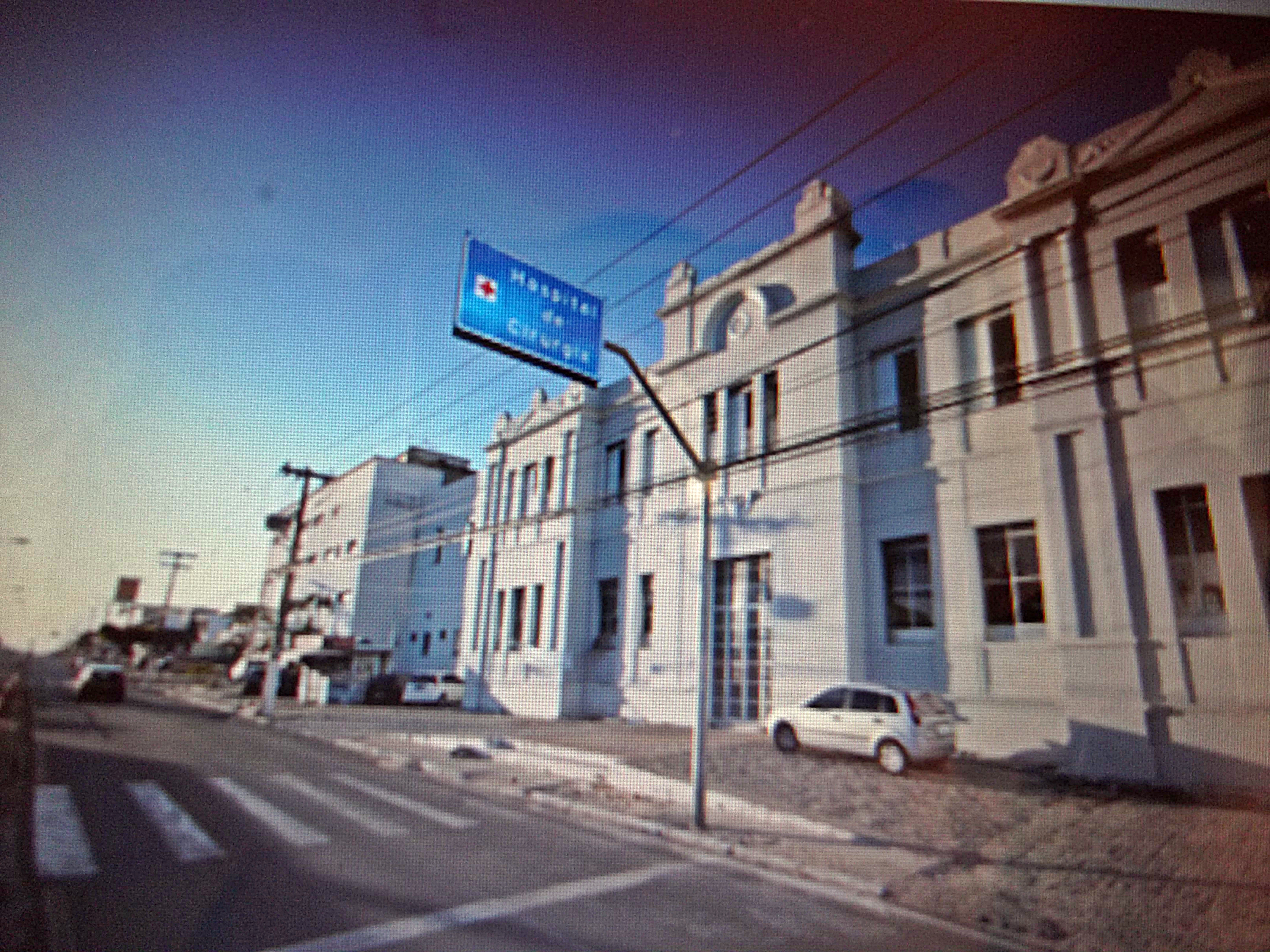
Hospital Cirurgia de Aracaju

A saúde em Aracaju é administrada pela Secretaria Municipal de Saúde, que planeja e executa as ações na área, de acordo com os princípios do Sistema Único de Saúde. Existem quatro estabelecimentos de saúde públicos com internação e dezesseis estabelecimentos de saúde privados com internação. São 2 491 leitos, sendo 2 053 disponíveis ao Sistema Único de Saúde (2002, IBGE). A cidade conta com 43 unidades de saúde da família do PSF. A expectativa de vida é de 74,3 anos  (IBGE, Censo 2010) e 16,73% em cada mil crianças nascidas vivas morrem antes de um ano de idade  (IBGE, 2010). Aracaju é a capital brasileira com menor índice de fumantes do país, apenas 8% dos moradores da cidade tem esse vício.
| Serviço              | Domicílios (%) |
| -------------------- | -------------- |
| Abastecimeno de água | 99,1%          |
| Coleta de lixo       | 96,1%          |
| Saneamento Básico    | 35%            |

### Segurança pública
No quesito violência urbana, figura no ranking das 50 cidades mais violentas, segundo pesquisa publicada no início de 2016 pela ONG mexicana "Securidad, Justicia Y Paz", posicionando-se no 38° lugar. Outra pesquisa, de agosto de 2016, realizada pela FLACSO (Faculdade Latino-Americana de Ciências Sociais) - "Mapa da Violência 2016" - aponta Aracaju como a sexta capital mais violenta do País.

### Educação
De acordo com dados do Portal QEdu, o município obteve uma nota média de 4.5 no IDEB 2021 (Índice de Desenvolvimento da Educação Básica) para os anos finais do ensino fundamental. A nota é menor do que a média estipulada, que era de 4.8. Já nos anos iniciais, a cidade apresentou a nota média de 5, também abaixo da meta, que era de 5.4. Em ambas as etapas de ensino, a nota média da cidade ficou abaixo da meta nacional, que foi de 5.1 para anos finais e 5.8 para anos iniciais do ensino fundamental.

### Transportes

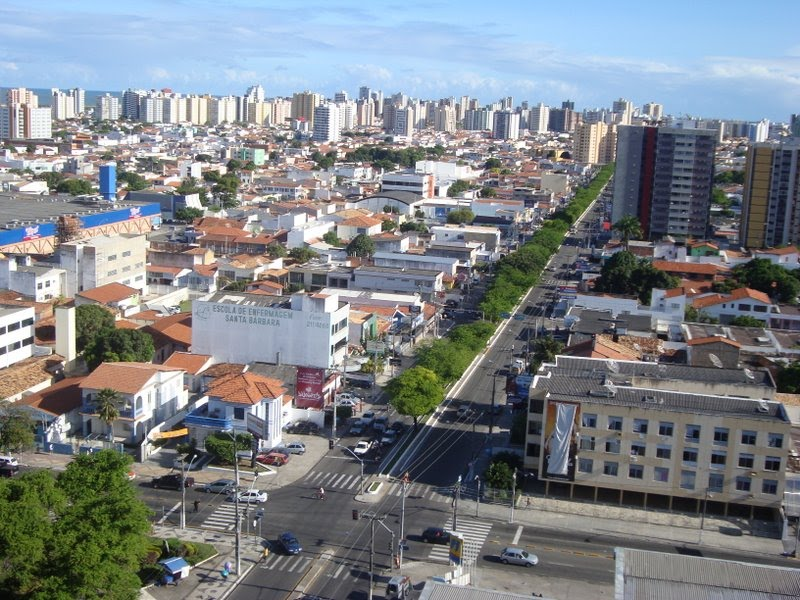
Avenida Hermes Fontes

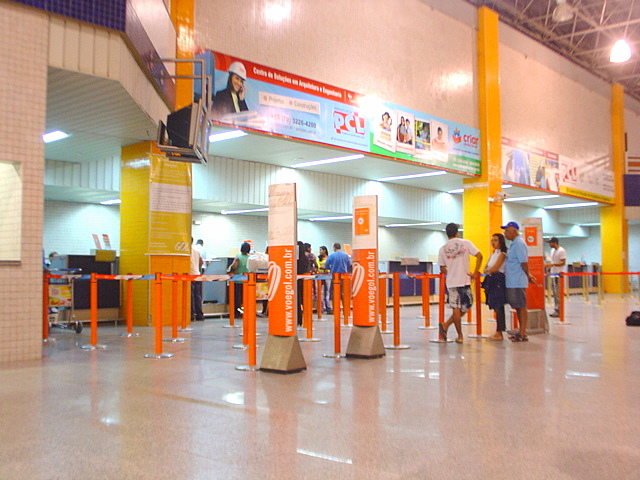
Terminal de passageiros do Aeroporto de Aracaju

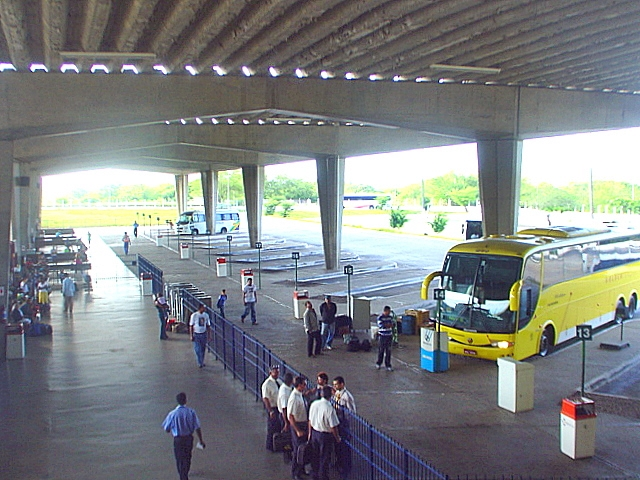
Terminal Rodoviário Governador José Rollemberg Leite

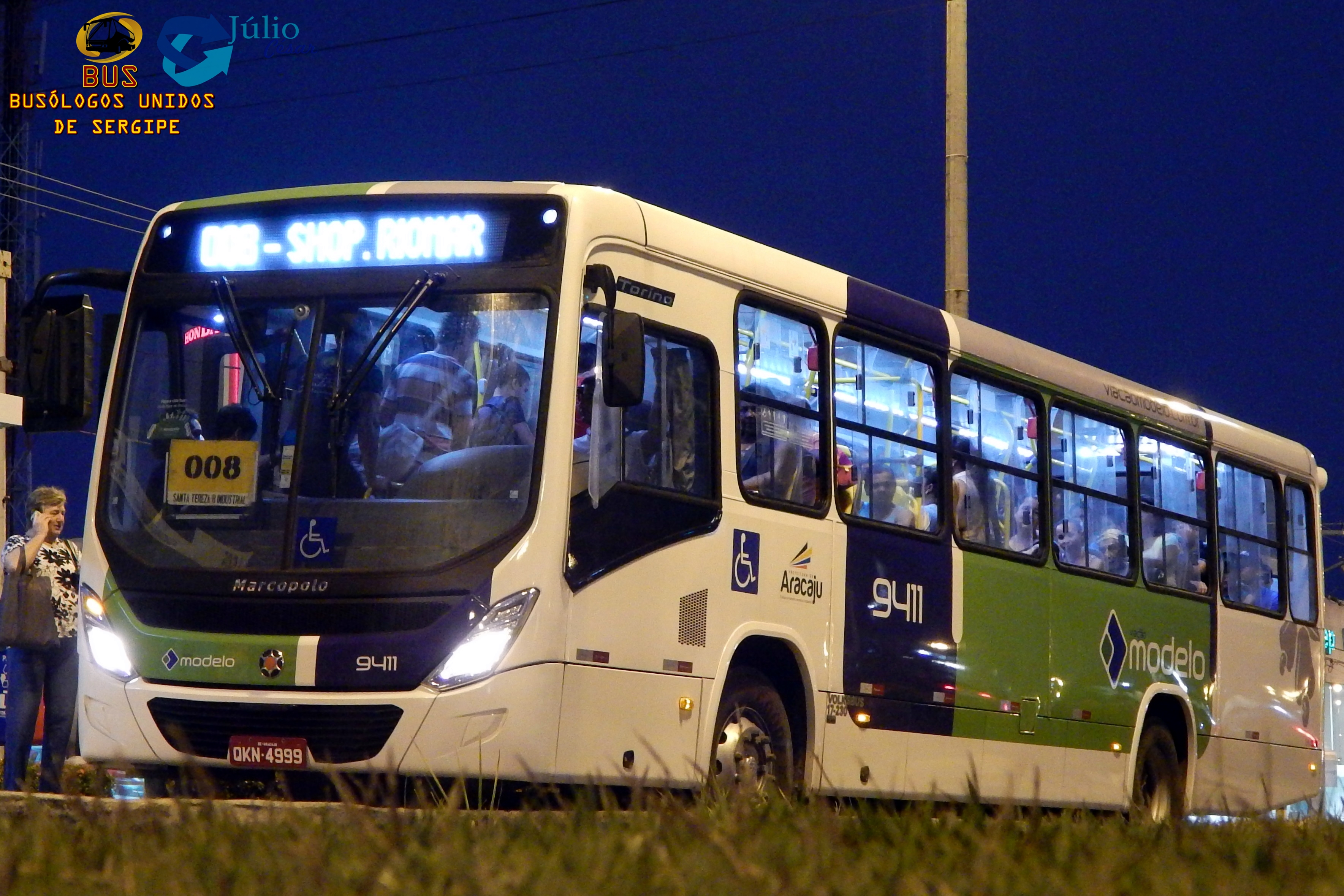
Ônibus da Viação Modelo em Aracaju

A cidade é servida pelas rodovias federais BR-101 e BR-235, além de várias rodovias estaduais. A Ponte Aracaju-Barra dos Coqueiros (Ponte Construtor João Alves) liga a capital Aracaju ao município de Barra dos Coqueiros, cidades do litoral de Sergipe. Aracaju encontrava-se separada de sua vizinha Barra dos Coqueiros pelo Rio Sergipe. Foi inaugurada no dia 24 de setembro de 2006. Seu propósito é aproximar a capital Aracaju ao porto do estado, à beira do oceano Atlântico, dentro do município vizinho da Barra dos Coqueiros. Com a obra, o litoral norte do Estado, que vai da foz do Rio Sergipe até à foz do Rio São Francisco está mais acessível ao turismo em Aracaju.
Aracaju possui dois terminais rodoviários. O Terminal Rodoviário de Aracaju, oficialmente Terminal Rodoviário José Rollemberg Leite, está localizado às margens da Avenida Tancredo Neves, na entrada da cidade para quem vem da BR-101. A Rodoviária Nova, como é mais conhecida, recebe ônibus de viações estaduais, regionais e nacionais. Pode-se ir e vir de muitas cidades de Sergipe, diversas cidades da região nordeste, além dos mais variados estados do Brasil. Cerca de quinze empresas operam com transporte interestadual em Aracaju. Do fluxo total de passageiros no terminal José Rollemberg Leite, 16% são de viajantes de outros estados. O Terminal Rodoviário Luiz Garcia, mais conhecida como Rodoviária Velha, está localizada no Centro da capital. Foi inaugurada em 1962 e em 1978 deixou de receber ônibus interestaduais com a inauguração da Rodoviária Nova. De 1978 até 1994 operou apenas com linhas da Região Metropolitana de Aracaju e em 1995, com a entrada do sistema de transporte alternativo de cooperativas, retomou operações para todo o estado de Sergipe. As empresas que atuam nesse terminal são: Coopertalse, Coopetaju e Via Norte.
O transporte público na cidade é feito por ônibus, através de três grupos concessionários Grupo Progresso(Viação Progresso, Transporte Tropical, AVP- Auto Viação Paraíso), Grupo Fretcar (Viação Halley, Viação Modelo e Capital Transportes) e Grupo Itamaracá em sociedade com o Grupo Parvi (Viação Atalaia), cujos ônibus interligam os municípios da Região Metropolitana: Aracaju, Nossa Senhora do Socorro, São Cristóvão e Barra dos Coqueiros. Estes serviços são oferecidos pelo Sistema Integrado Metropolitano e pelo Sistema Integrado de Transportes.
O Aeroporto Internacional de Aracaju possui 24 voos diários provenientes das mais variadas localidades. Os destinos diretos diários  (sem escala/conexão) são: Brasília(BSB), Recife(REC), Rio de Janeiro(GIG), São Paulo(CGH/GRU), Campinas(VCP) e Salvador(SSA).
Aracaju não possui perspectiva de implementar metrô nem linhas de trem de passageiros. No entanto, apesar de entrevista realizada pela imprensa local no ano de 2010 onde o ex-prefeito Edvaldo Nogueira propôs a implantação do VLT, após alguns anos (em 2016) o mesmo político se retratou do que já se ambicionara um dia. Na realidade aracajuana é sabido que a medida de melhoria do transporte público visa não somente desafogar o trânsito e utilizar as antigas linhas férreas obsoletas da antiga RFFSA que estão em desuso por todo estado de Sergipe mas também possibilitaria a melhoria da mobilidade urbana e a integração com outras cidades históricas da região metropolitana e com grande valor turístico pelas quais as linhas passam, tais como São Cristóvão, Riachuelo, Itaporanga d'Ajuda, Laranjeiras, e que também possuem como demanda pública trabalhadores em geral e estudantes. Esse projeto certamente ocasionaria maior eficiência econômica ao integrar e facilitar o deslocamento urbano à região metropolitana da capital aracajuana.
A bicicleta tem uma crescente importância e é usada principalmente pelas classes populares como transporte diário. Apesar de ser um dos meios de transporte mais importantes numa cidade com fácil deslocamento por ser em grande parte plana, as reformas e manutenção das ciclovias são praticamente inexistentes há anos, e a maioria das ciclovias possui piso deteriorado, obstáculos, interrupções na malha cicloviária e falta de sinalização, entre tantos outros problemas. O índice de ciclabilidade na capital sergipana é de 1,3, considerado crítico numa escala que varia de 0 (insuficiente) a 4 pontos (muito bom), segundo pesquisa da dissertação do mestrado em Desenvolvimento e Meio Ambiente da Universidade Federal de Sergipe realizado pelo diretor de Pesquisas da ONG Ciclo urbano, Waldson Costa. Alguns anos atrás foi construída uma ciclovia ao longo da Avenida São Paulo, dando continuidade à da Avenida Rio de Janeiro, e atualmente sendo expandida para outros locais, como o Conjunto Orlando Dantas e a Avenida Beira-mar, às margens do rio Sergipe. Atualmente, a cidade tem 65 quilômetros de ciclovias.
Atravessada por quatro rios, o transporte hidroviário foi muito importante nos primórdios de Aracaju, que tinha linhas regulares para Santo Amaro, Maruim, São Cristóvão e Itaporanga D'Ajuda. Na década de 1970 foi inaugurado no Centro o Terminal Hidroviário Jackson de Figueiredo. Até o ano de 2006 existiam duas linhas oficiais: uma para a Barra dos Coqueiros e outra para a Atalaia Nova, ambas via Rio Sergipe. Com a inauguração da ponte Construtor João Alves a concessão das linhas à empresa H. Dantas foi suspensa e o modal ônibus passou a atuar. Sendo um transporte mais barato, era possível mantê-lo para beneficiar a população e dar pluralidade das opções modais semelhante ao que acontece entre Rio de Janeiro, Niterói e outras cidades que são atendidas por lanchas e ônibus próximas à capital fluminense. A prova da popularidade do transporte fluvial pelo Rio Sergipe é que as pequenas canoas fechadas motorizadas, popularmente chamadas de "tó-tó-tó", continuam funcionando pela metade do preço da passagem de ônibus, ligando do antigo hidroviário da Barra dos Coqueiros até o atracadouro do Mercado Municipal, em Aracaju. O porto de Sergipe, Terminal Marítimo Inácio Barbosa - TMIB, localizado no município de Barra dos Coqueiros, na região metropolitana de Aracaju e distante 15 km da capital, está apto a receber embarcações de grande porte. Conta com terminal de passageiros, servindo de principal via de entrada marítima no Estado. Atualmente, passa por processo de revitalização e ampliação de sua capacidade.

## Cultura

### Festas populares

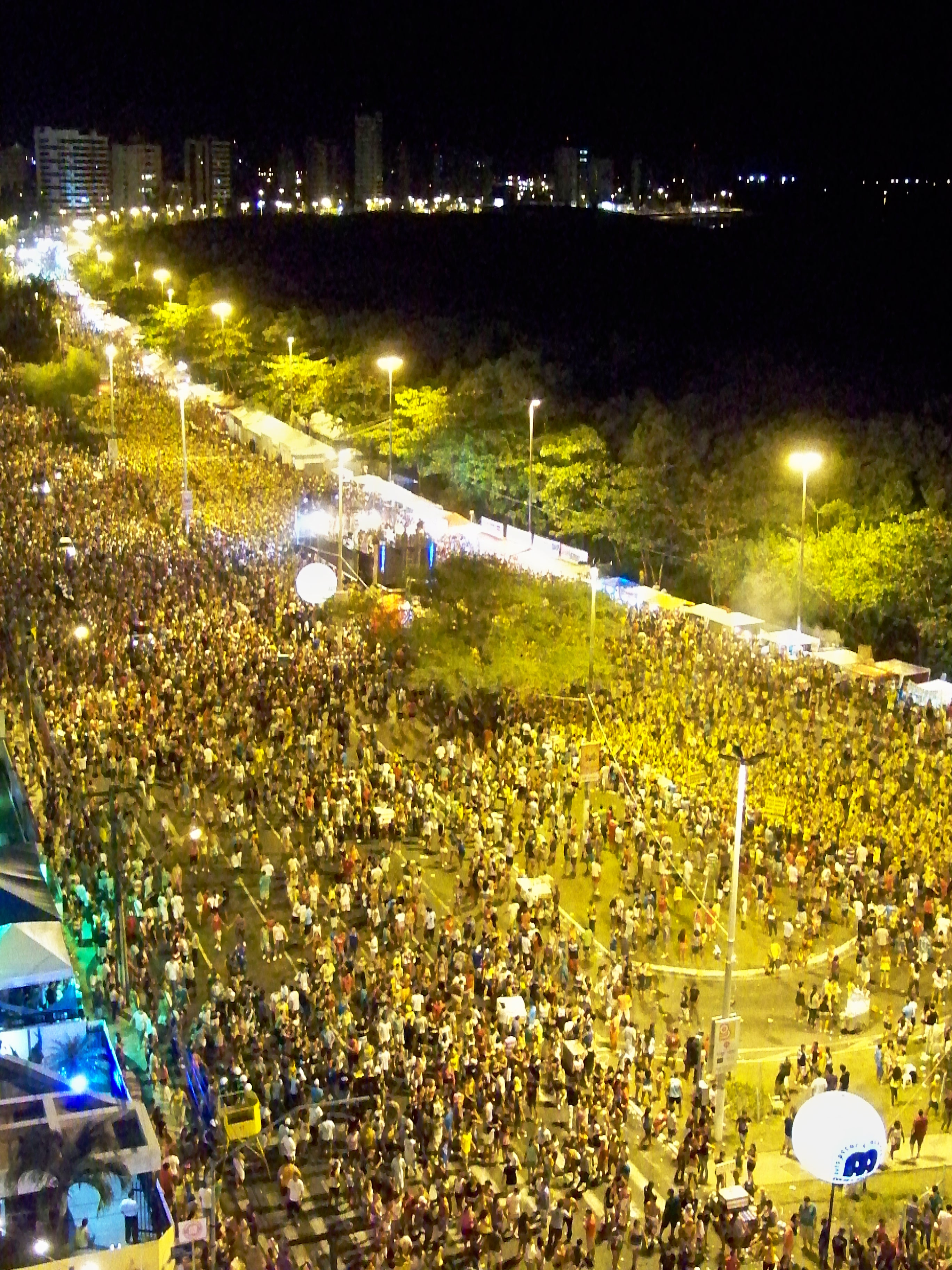
Vista da Avenida Beira Mar no segundo dia do Pré-Caju de 2010

O carnaval de Aracaju passou por um período de estagnação na década de 1990 com o fim dos bailes de clubes como o Iate Clube, Associação Atlética, Cotinguiba e Vasco e dos desfiles de escolas de samba que ocorriam na Avenida Barão de Maruim. Também nessa década foi extinto o grito de carnaval que ocorria na Praça Fausto Cardoso, chamado de "Clube do Povo". Antes, na década de 1980 os blocos de rua estavam praticamente extintos. Em paralelo à decadência do carnaval na capital surge o Pré-Caju, evento pré-carnavalesco inspirado no Carnaval de Salvador realizado pelo empresário Fabiano Oliveira através da Associação Sergipana de Blocos e Trios, num percurso que ficou conhecido como "Corredor da Folia" que no início chegou a ter aproximadamente mais de 5 km entre sua concentração na Praça da Bandeira com destino até Ponte Godofredo Diniz, localizada no bairro Coroa do Meio ao percorrer-se toda a Avenida Beira-Mar pela zona nobre do bairro 13 de Julho, na zona sul da capital. Em duas ocasiões os festejos foram experimentalmente realizados na área dos Mercados Municipais. De 1992 a 2014, expoentes do Axé Music fizeram dessa festa a maior prévia de momo, firmando-se no calendário nacional turístico ao divulgar a capital sergipana. Em novembro de 2014 os organizadores do evento, alegando falta de patrocínio e em meio a denúncias do TCU de não prestação de contas de verbas oriundas do Ministério do Turismo, declaram o fim do Pré-Caju e a realização a partir de 2015 de um evento em local fechado no bairro Coroa do Meio, o Fest Verão Sergipe.
A partir de 2005, o carnaval de rua em Aracaju, seguindo uma tendência nacional, vai sendo resgatado aos poucos e atualmente grandes blocos desfilam pelas ruas da cidade, sobretudo na região central, a exemplo do Rasgadinho e do Carro Quebrado, tocando principalmente frevos e marchinhas.
No mês de junho a Capital sergipana hospeda diversos festivais de forró como o Arraiá do Povo, na Orla de Atalaia, e o Forró Caju, na praça dos mercados municipais, com grandes nomes: Elba Ramalho, Wesley Safadão, Zé Ramalho, Calcinha Preta, Aviões do Forró, Banda Calypso, Desejo de Menina e outros. Também nessa época, centenas de quadrilhas juninas se apresentam por toda a cidade, desde escolas, marcando o término do primeiro semestre letivo até as competições oficiais que levam as vencedoras a participarem de competições regionais e nacionais.  Algumas quadrilhas juninas de Aracaju estão entre as melhores do país, a exemplo da Unidos em Asa Branca, Século XX, Xodó da Maranhão e Maracangalha. Mas o São João em Aracaju é sobretudo uma tradição familiar.  Em muitas ruas de diversos bairros e classes sociais da capital sergipana é  comum ver arraiais montados pela própria comunidade ou festas familiares nas residências onde há muito forró e alegria, repleto de bebidas e comidas típicas como milho, pamonha, pé-de-moleque, canjica, caruru, amendoim, bolos diversos, etc.

### Esportes

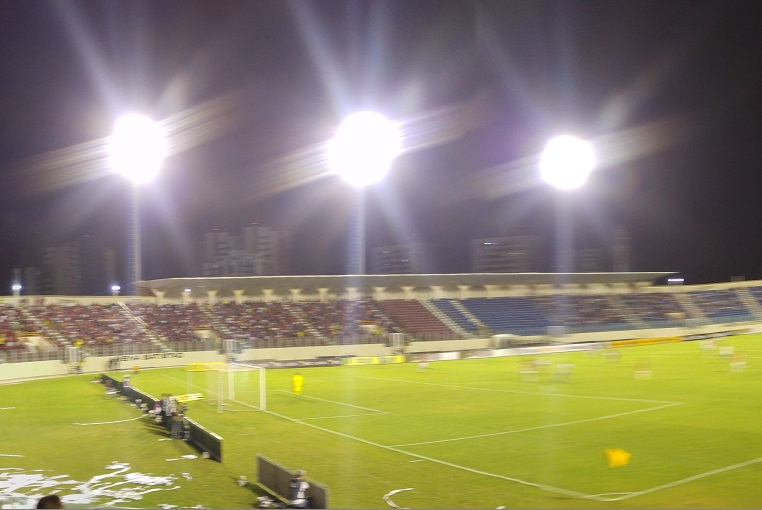
Estádio Estadual Lourival Baptista

A cidade conta com quatro estádios de futebol aptos a receber partidas profissionais: Estádio Adolfo Rollemberg, João Hora, Sabino Ribeiro e Lourival Baptista, conhecido como "Batistão". Este último tem capacidade para 15.595 pessoas e recebe as principais partidas no estado. O confronto Sergipe x Confiança é o maior clássico do futebol sergipano. A cidade possui atualmente cinco clubes profissionais de futebol em atividade: Associação Desportiva Confiança; Club Sportivo Sergipe; Cotinguiba Esporte Clube; Vasco Esporte Clube; e Aracaju Futebol Clube.
Para a Copa do Mundo de 2014 a cidade fincou sua marca ao ser selecionada como Centro de Treinamento para a seleção da Grécia. Estabeleceu-se, desse modo, o fortalecimento do vínculo entre dois povos que têm por tradição a simplicidade e o grande acolhimento aos seus visitantes. Laço cordial este que rendeu frutos no apoio da torcida local com presságios concretizados de sucesso e superação na disputa do Mundial.
Já nos Jogos Olímpicos Rio 2016 a receptividade de ambientação também  decorreu de múltiplas formas. Se por um lado a delegação de futebol do Japão teve seu acesso exclusivo à Arena Batistão para seus treinos, por outro as demais delegações concentraram suas equipes e atletas das modalidades de ginástica artística e natação no ginásio Constâncio Vieira e no parque aquático Zé Peixe, respectivamente. De modo a fortalecer laços entre diversos povos, a riqueza de receptividade do povo aracajuano tem sido catalisadora do intenso processo de internacionalização recente pela qual as instituições locais passam. Ídolos mundiais e campeões olímpicos ucrânianos como Andriy Govorov e bielo-russos tais como Vitaly Scherbo, Inna Zhukova e Yulia Raskin foram presenças certas para admiração e deleite da população local. Sob uma perspectiva das seleções brasileiras em suas diversas modalidades olímpicas, a cidade apresenta-se como centro de treinamento da  Seleção Brasileira de Ginástica Rítmica, cuja base nacional tem se estabelecido tradicionalmente na cidade.